# Commiphora
Commiphora is een geslacht van bedektzadigen uit de familie Burseraceae. Deze familie staat bekend om de olibanum en mirre.
Het geslacht bevat ongeveer 190 soorten struiken en bomen, die voorkomen in de (sub)tropische gebieden van Afrika, de eilanden op de westelijke Indische Oceaan, het Arabisch schiereiland, India en Zuid-Amerika.

## Soorten
- Commiphora acuminata Mattick
- Commiphora africana (A.Rich.) Engl.
- Commiphora alata Chiov.
- Commiphora alaticaulis J.B.Gillett & Vollesen
- Commiphora anacardiifolia Dinter & Engl.
- Commiphora andranovoryensis Phillipson, Raharim., A.Weeks & Gostel
- Commiphora angolensis Engl.
- Commiphora angustifoliolata Mendes
- Commiphora ankaranensis (J.-F.Leroy) Cheek & Rakot.
- Commiphora antunesii Engl.
- Commiphora aprevalii (Baill.) Guillaumin
- Commiphora arafy H.Perrier
- Commiphora arenaria Thulin
- Commiphora baluensis Engl.
- Commiphora benguelensis Swanepoel
- Commiphora berardellii Chiov.
- Commiphora berberidifolia Engl.
- Commiphora berryi (Arn.) Engl.
- Commiphora boranensis Vollesen
- Commiphora brevicalyx H.Perrier
- Commiphora buruxa Swanepoel
- Commiphora caerulea Burtt
- Commiphora campestris Engl.
- Commiphora capensis (Sond.) Engl.
- Commiphora capuronii Bard.-Vauc.
- Commiphora caudata (Wight & Arn.) Engl.
- Commiphora cervifolia Van der Walt
- Commiphora chaetocarpa J.B.Gillett
- Commiphora chevalieri Engl.
- Commiphora chiovendana J.B.Gillett ex Thulin
- Commiphora ciliata Vollesen
- Commiphora coleopsis H.Perrier
- Commiphora confusa Vollesen
- Commiphora corrugata J.B.Gillett & Vollesen
- Commiphora crenatoserrata Engl.
- Commiphora cuneifolia Baker
- Commiphora cyclophylla Chiov.
- Commiphora dalzielii Hutch.
- Commiphora dinteri Engl.
- Commiphora discolor Mendes
- Commiphora drake-brockmanii Sprague
- Commiphora dulcis Engl.
- Commiphora edulis (Klotzsch) Engl.
- Commiphora elliptica Phillipson, Raharim., A.Weeks & Gostel
- Commiphora eminii Engl.
- Commiphora engleri Guillaumin
- Commiphora enneaphylla Chiov.
- Commiphora erlangeriana Engl.
- Commiphora erosa Vollesen
- Commiphora falcata Capuron
- Commiphora foliacea Sprague
- Commiphora franciscana Capuron
- Commiphora fraxinifolia Baker
- Commiphora fraxinoides (Hiern) K.Schum.
- Commiphora fulvotomentosa Engl.
- Commiphora gardoensis J.B.Gillett ex Thulin
- Commiphora gariepensis Swanepoel
- Commiphora giessii Van der Walt
- Commiphora gileadensis (L.) C.Chr.
- Commiphora glandulosa Schinz
- Commiphora glaucescens Engl.
- Commiphora gorinii Chiov.
- Commiphora gracilifrondosa Dinter ex Van der Walt
- Commiphora grandifolia Engl.
- Commiphora grosswelleri Engl.
- Commiphora guerichiania Engl.
- Commiphora guidottii Chiov. ex Guid.
- Commiphora guillauminii H.Perrier
- Commiphora gurreh Engl.
- Commiphora hartmannii Engl.
- Commiphora harveyi (Engl.) Engl.
- Commiphora hereroensis Schinz
- Commiphora hildebrandtii Engl.
- Commiphora hodai Sprague
- Commiphora hornbyi Burtt
- Commiphora horrida Chiov.
- Commiphora humbertii H.Perrier
- Commiphora kaokoensis Swanepoel
- Commiphora karibensis Wild
- Commiphora kataf (Forssk.) Engl.
- Commiphora kerstingii Engl.
- Commiphora kraeuseliana Heine
- Commiphora kua (R.Br. ex Royle) Vollesen
- Commiphora kucharii Thulin
- Commiphora kuneneana Swanepoel
- Commiphora lacerata Thulin
- Commiphora lamii H.Perrier
- Commiphora lasiodisca H.Perrier
- Commiphora laxecymigera H.Perrier
- Commiphora leandriana H.Perrier
- Commiphora leptophloeos (Mart.) J.B.Gillett
- Commiphora lobatospathulata J.B.Gillett ex Thulin
- Commiphora longibracteata Engl.
- Commiphora madagascariensis Jacq.
- Commiphora mafaidoha H.Perrier
- Commiphora mahafaliensis Capuron
- Commiphora marchandii Engl.
- Commiphora marlothii Engl.
- Commiphora merkeri Engl.
- Commiphora merkii Engl.
- Commiphora mildbraedii Engl.
- Commiphora mollis (Oliv.) Engl.
- Commiphora mombassensis Engl.
- Commiphora monoica Vollesen
- Commiphora monstruosa (H.Perrier) Capuron
- Commiphora morondavensis Phillipson, Raharim., A.Weeks & Gostel
- Commiphora mossambicensis (Oliv.) Engl.
- Commiphora mossamedensis Mendes
- Commiphora mukul (Hook. ex Stocks) Engl.
- Commiphora mulelame (Hiern) K.Schum.
- Commiphora multifoliolata J.B.Gillett ex Thulin
- Commiphora multijuga (Hiern) K.Schum.
- Commiphora murraywatsonii J.B.Gillett ex Thulin
- Commiphora myrrha (T.Nees) Engl.
- Commiphora namaensis Schinz
- Commiphora namibensis Swanepoel
- Commiphora neglecta I.Verd.
- Commiphora oblanceolata Schinz
- Commiphora oblongifolia J.B.Gillett
- Commiphora obovata Chiov.
- Commiphora oddurensis Chiov.
- Commiphora orbicularis Engl.
- Commiphora ornifolia (Balf.f.) J.B.Gillett
- Commiphora otjihipana Swanepoel
- Commiphora ovalifolia J.B.Gillett
- Commiphora paolii Chiov.
- Commiphora parvifolia (Balf.f.) Engl.
- Commiphora pedunculata (Kotschy & Peyr.) Engl.
- Commiphora pervilleana Engl.
- Commiphora planifrons (Balf.f.) Engl.
- Commiphora playfairii (Hook.f. ex Oliv.) Engl.
- Commiphora pruinosa Engl.
- Commiphora pseudopaolii J.B.Gillett
- Commiphora pteleifolia Engl.
- Commiphora pterocarpa H.Perrier
- Commiphora pyracanthoides Engl.
- Commiphora quadricincta Schweinf.
- Commiphora quercifoliola J.B.Gillett ex Thulin
- Commiphora rangeana Engl.
- Commiphora razakamalalae Gostel, Phillipson & A.Weeks
- Commiphora rostrata Engl.
- Commiphora ruquietiana Dinter & Engl.
- Commiphora ruspolii Chiov.
- Commiphora samharensis Schweinf.
- Commiphora sarandensis Burtt
- Commiphora saxicola Engl.
- Commiphora schimperi (O.Berg) Engl.
- Commiphora schlechteri Engl.
- Commiphora schultzei Engl.
- Commiphora sennii Chiov.
- Commiphora serrata Engl.
- Commiphora serrulata Engl.
- Commiphora setulifera Chiov. ex Guid.
- Commiphora simplicifolia Schweinf.
- Commiphora sinuata H.Perrier
- Commiphora socotrana (Balf.f.) Engl.
- Commiphora spathulata Mattick
- Commiphora spathulifoliolata Engl.
- Commiphora sphaerocarpa Chiov.
- Commiphora sphaerophylla Chiov.
- Commiphora spinulosa J.B.Gillett ex Thulin
- Commiphora staphyleifolia Chiov.
- Commiphora stellatopubescens J.B.Gillett ex Thulin
- Commiphora stellulata H.Perrier
- Commiphora steynii Swanepoel
- Commiphora stocksiana (Engl.) Engl.
- Commiphora stolonifera Burtt
- Commiphora sulcata Chiov.
- Commiphora swynnertonii Burtt
- Commiphora tenuipetiolata Engl.
- Commiphora tetramera Engl.
- Commiphora truncata Engl.
- Commiphora tsimanampetsae Capuron
- Commiphora ugogensis Engl.
- Commiphora ulugurensis Engl.
- Commiphora unilobata J.B.Gillett & Vollesen
- Commiphora viminea Burtt Davy
- Commiphora virgata Engl.
- Commiphora wightii (Arn.) Bhandari
- Commiphora wildii Merxm.
- Commiphora woodii Engl.
- Commiphora zanzibarica (Baill.) Engl.

... 
C. africana · 
C. caudata · 
C. gileadensis · 
C.  guidottii · 
C. kataf · 
C. myrrha · 
C. simplicifolia · 
C. wightii · 
C. wildii
...
Aucoumea · 
Beiselia · 
Boswellia · 
Bursera · 
Canarium · 
Commiphora · 
Crepidospermum · 
Dacryodes · 
Garuga · 
Haplolobus · 
Pachylobus · 
Protium · 
Santiria · 
Scutinanthe · 
Tetragastris · 
Trattinnickia · 
Triomma